# Красненькое (Ильинецкий район)
Красне́нькое (укр. Красне́ньке) — село на Украине, входящее в состав Ильинецкой городской общины Винницкой области.
Код КОАТУУ — 0521283903. Население по переписи 2001 года составляло 676 человек, в 2020 году составляло 500 человек. Почтовый индекс — 22722. Телефонный код — 4345.
Занимает площадь 3,93 км².
Село Красненькое в исторических источниках упоминается с 1629 года. Возникло на месте слияния четырех хуторов: Кищины, Красненького, Паланки и Токаревки. Село находится на верховье р. Вязовицы, за 12 км от райцентра Ильинцы).

## Адрес местного совета
22722 Винницкая область, Иллинецкий район, с. Красноеньке, ул. Ленина, 50